# Villa Gioiosa
Villa Gioiosa è una dimora signorile situata in viale Giosuè Carducci, 7 a Lucca.

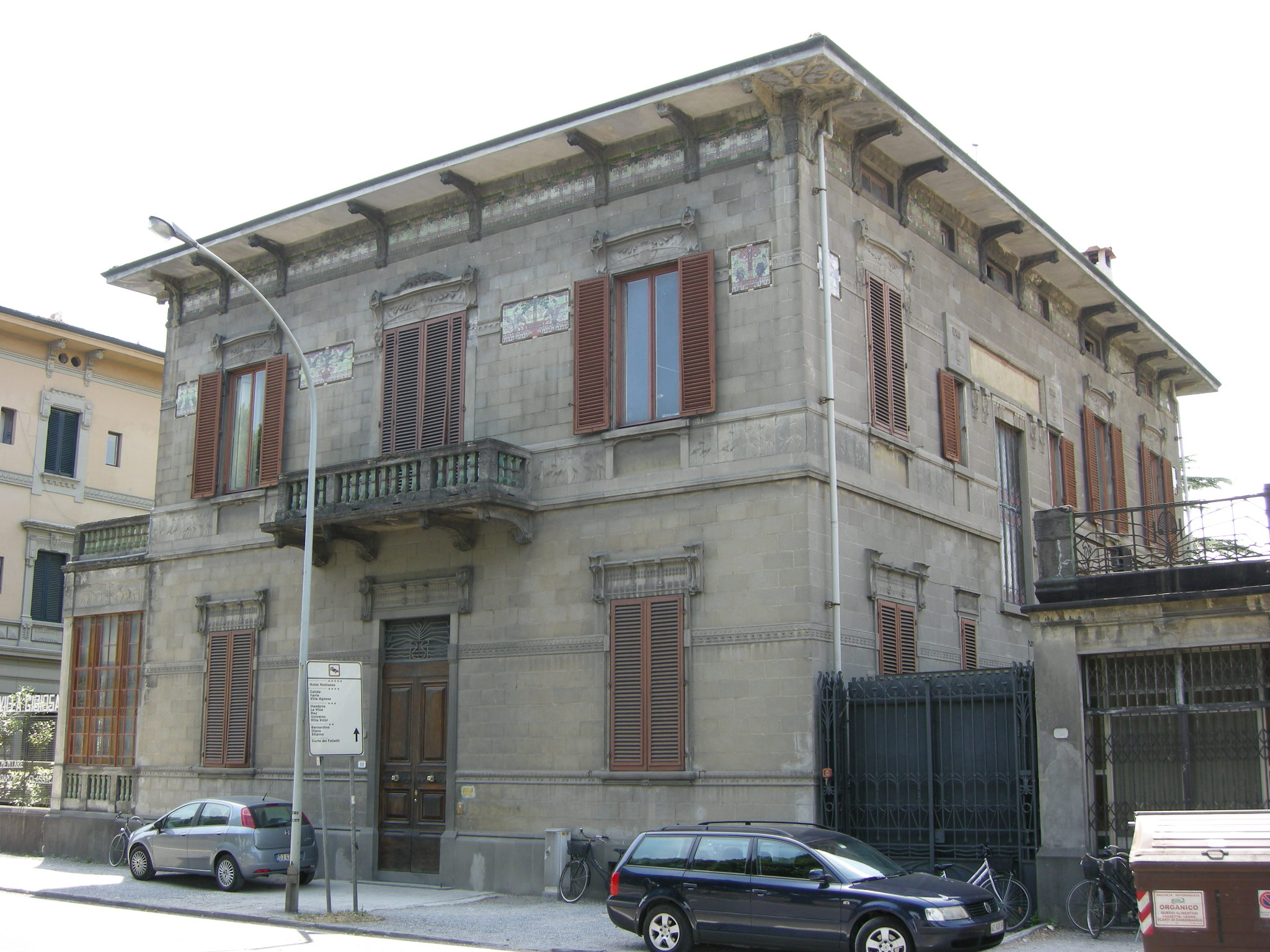
Veduta frontale

## Storia
La costruzione della villa ha inizio nel settembre 1915 quando l'architetto lucchese Lelio Menesini chiede al comune di Lucca, per conto del proprietario Lorenzo Sarti, il permesso di costruire un fabbricato sul suo terreno prospiciente il viale di circonvallazione a San Concordio, unitamente alla richiesta di recinzione del terreno stesso per destinarlo a giardino. Del dicembre 1917, quando già la villa è in fase di costruzione, è la realizzazione, a ponente della villa, di un piccolo fabbricato destinato a garage, il cui volume, "coronato da una terrazza chiusa da pilastrini in getto con ringhiera in ferro", presenta caratteri formali analoghi a quelli della villa, tanto che "le decorazioni delle facciate di entrambi i fabbricati risulteranno armoniche e lo stesso avverrà dei fianchi perché verranno applicate al garage decorazioni in aggetto simili a quelle usate per le finestrine esistenti nel lato di ponente della villa".
Successivamente, dopo aver cambiato più volte proprietà, l'edificio viene adibito a istituto privato per l'insegnamento, utilizzo che mantiene ancora oggi. A seguito di questa nuova destinazione d'uso vengono apportate alcune modifiche con la demolizione di alcuni divisori, la realizzazione di un vano ascensore e soprattutto la chiusura, sia lateralmente che superiormente, dell'area compresa tra la villa e il garage, in modo da creare un ambiente abbastanza spazioso da destinare a sala di danza. Per realizzare questo ambiente viene demolito quasi totalmente il lato est del garage e realizzata una breve scala per scendere dal piano di calpestio della villa a quello della sala di danza.

## Architettura

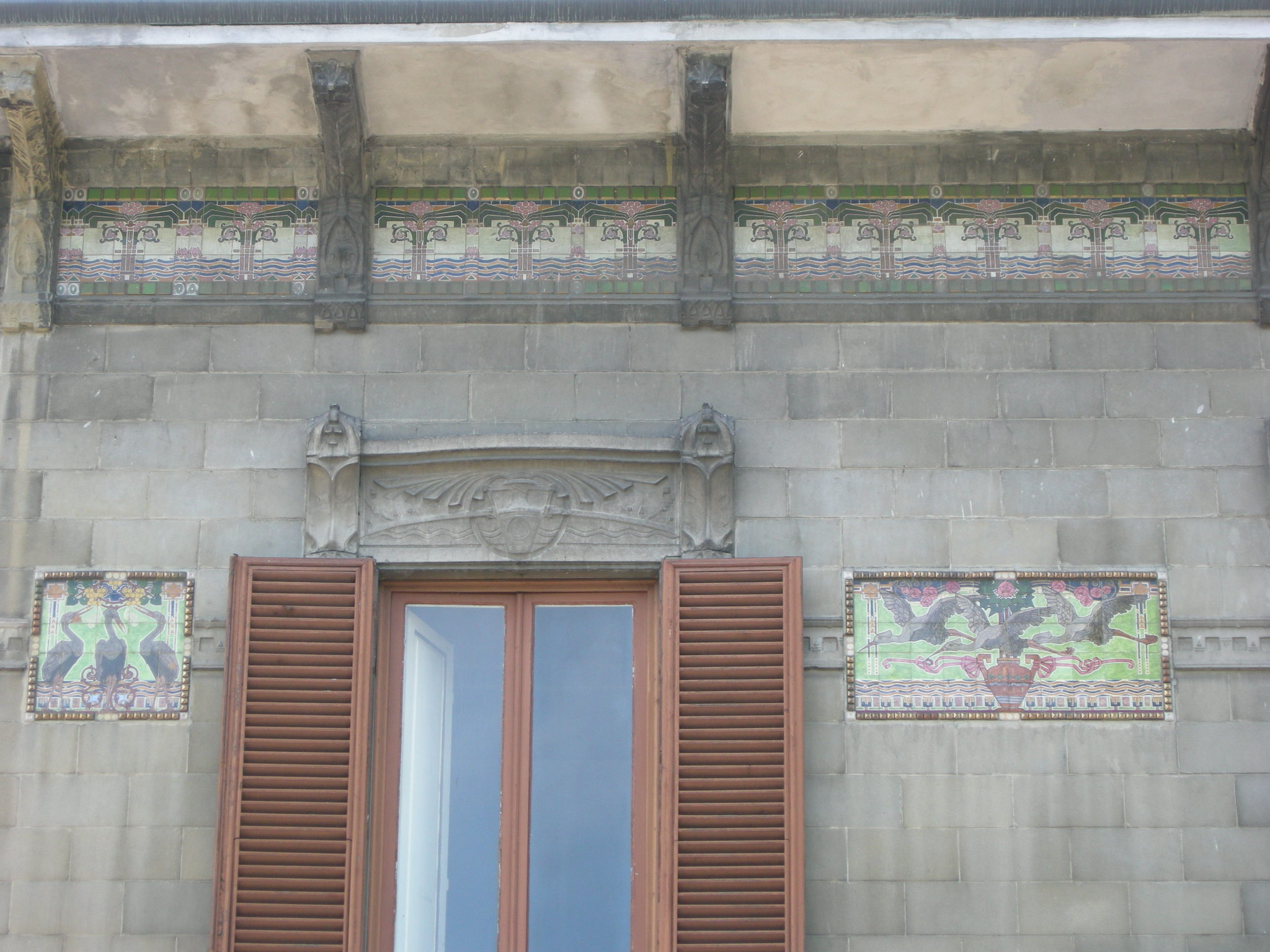
Dettaglio architettonico

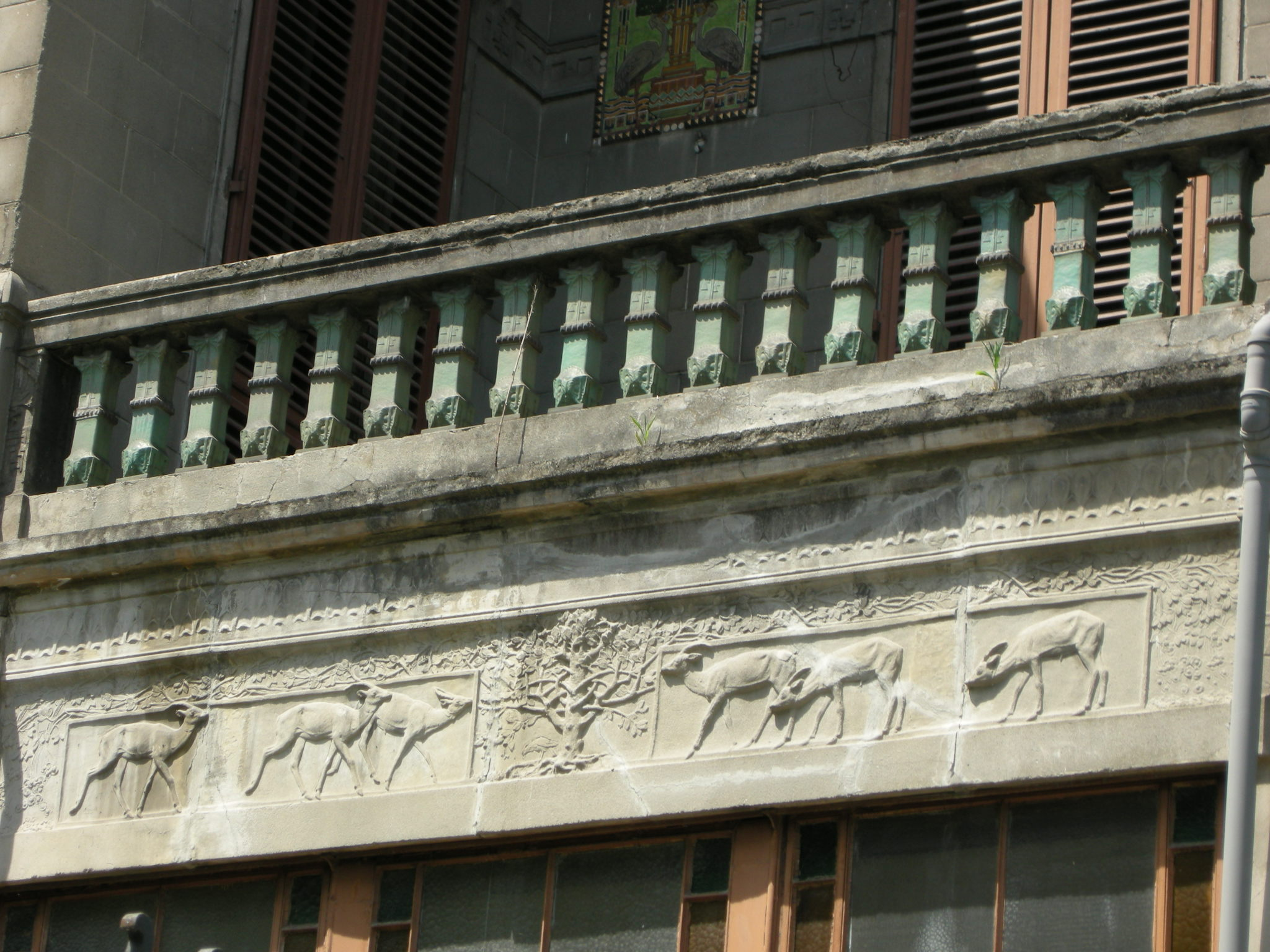
Dettaglio architettonico

L'edificio, su due piani più cantina, è a pianta pressoché rettangolare, con il prospetto principale affacciato a nord su viale Carducci mentre quelli secondari sono rivolti verso il giardino.

### Esterno
A piano terra, al centro della facciata è il portone d'ingresso in legno, lavorato a riquadri con intagliato il motivo di una foglia e l'iniziale "S", voluta dal primo proprietario, Lorenzo Sarti. Ai suoi lati si aprono due finestre e su tutte e tre le aperture corrono architravi decorati con motivi geometrici e fitomorfi. Le basi delle finestre sono unite da una cornice aggettante formata da una sequenza di foglie. Un'altra cornice unisce le finestre a più di metà altezza ed è decorata con motivi geometrici e ninfee. Sul lato est, in corrispondenza della terrazza al primo piano, esiste a piano terra una veranda chiusa sui due lati da vetrate colorate con profili in ferro battuto.
La veranda ha una chiusura inferiore costituita da pilastrini rivestiti in ceramica verde, decorati con un motivo di foglie e intervallati da pilastrini a sezione quadrata in cemento, lavorati con fiori e motivi geometrici. La veranda è chiusa superiormente da un architrave costituita da una fascia di cemento decorato con un bassorilievo raffigurante quattro cervi intorno a un albero. Il prospetto ovest presenta un rigoroso allineamento delle aperture con elementi decorativi identici a quelli della facciata principale. Al primo piano, la cornice marcapiano e quella marcadavanzale delimitano una fascia in cemento lavorata a bassorilievo raffigurante una serie di cicogne. Sopra il portone d'ingresso al piano terra si apre un terrazzo che poggia su quattro mensole decorate con foglie e fiori stilizzati e che è delimitato da una ringhiera formata da pilastrini di sezione quadrata rivestiti di ceramica verde uguali a quelli del lato est della terrazza. La porta-finestra che si affaccia sul terrazzo e le due finestre ai suoi lati hanno l'architrave lavorato con elementi fitomorfi e geometrici. Ai due estremi dell'edificio e tra le finestre e la porta-finestra si trovano quattro formelle in maiolica policroma raffiguranti uccelli in volo, fiori e vasi con grappoli d'uva, riquadrate da una cornice di borchie metalliche.
L'edificio termina con una fascia sottogronda in maiolica a più disegni sui toni del rosa e del verde, intervallata da mensole lavorate. Tutte le realizzazioni in maiolica sono della manifattura di Galileo Chini.

#### Prospetto ovest
Nel prospetto ovest si apre una grande finestra che dà luce alle scale, sormontata da un architrave decorata a motivi floreali. Ai lati della finestra, due piccole aperture sono sormontate da grandi riquadri in cemento con uccelli che si intrecciano. Sugli angoli di questo prospetto si trovano formelle in maiolica raffiguranti uccelli neri e fiori rossi. Il prospetto est, oltre ad avere le stesse caratteristiche decorative degli altri sia per i bassorilievi in cemento che per le maioliche, presenta una scala in pietra con ringhiera in ferro battuto che immette nella veranda. La terrazza al primo piano ha un parapetto formato da pilastrini rivestiti in ceramica verde e le due porte-finestre hanno decorazioni identiche a quelle del prospetto frontale.

#### Prospetto posteriore
Il prospetto posteriore, che si apre a sud sul giardino, presenta le stesse caratteristiche decorative (bassorilievi in cemento e formelle in maiolica) degli altri prospetti ed è caratterizzato da una scala in graniglia a rampe contrapposte con pianerottolo d'ingresso, delimitata da pilastrini in ceramica verde e pilastrini più grandi in cemento, identici a quelli caratterizzanti le altre facciate. Sotto il pianerottolo della scala, alcuni gradini immettono nelle cantine.
Il garage, che si apre anch'esso direttamente sul viale di circonvallazione, è un volume a un piano la cui pianta, trapezoidale, riprende da un lato il parallelismo con la villa e segue dall'altro il perimetro del lotto andando a occuparne l'angolo nord-occidentale. Il volume presenta due grandi aperture squadrate prospicienti il viale e una porta che immette nel giardino, sul retro. Questi due lati, come quello ovest, sono stati mantenuti nelle forma originaria (a parte gli infissi in alluminio e la saracinesca a maglia) mentre il lato est è stato demolito per creare la sala di danza. Lungo i tre lati dell'edificio corre, a circa metà dell'altezza della porta posteriore, una fascia in cemento raffigurante foglie stilizzate; l'architrave sopra la porta posteriore è in cemento decorato con un bassorilievo di ghirlande, mentre quelli delle due grandi aperture sulla strada sono in cemento caratterizzati da motivi fitomorfi. Il garage è concluso superiormente da una terrazza delimitata da una scansione regolare di pilastrini in cemento con bassorilievi a motivi geometrici e fitomorfi e parti di ringhiera in ferro battuto a motivi geometrici.
L'edificio si conclude con un giardino chiuso da due cancelli in ferro battuto a motivi geometrici.

### Interno

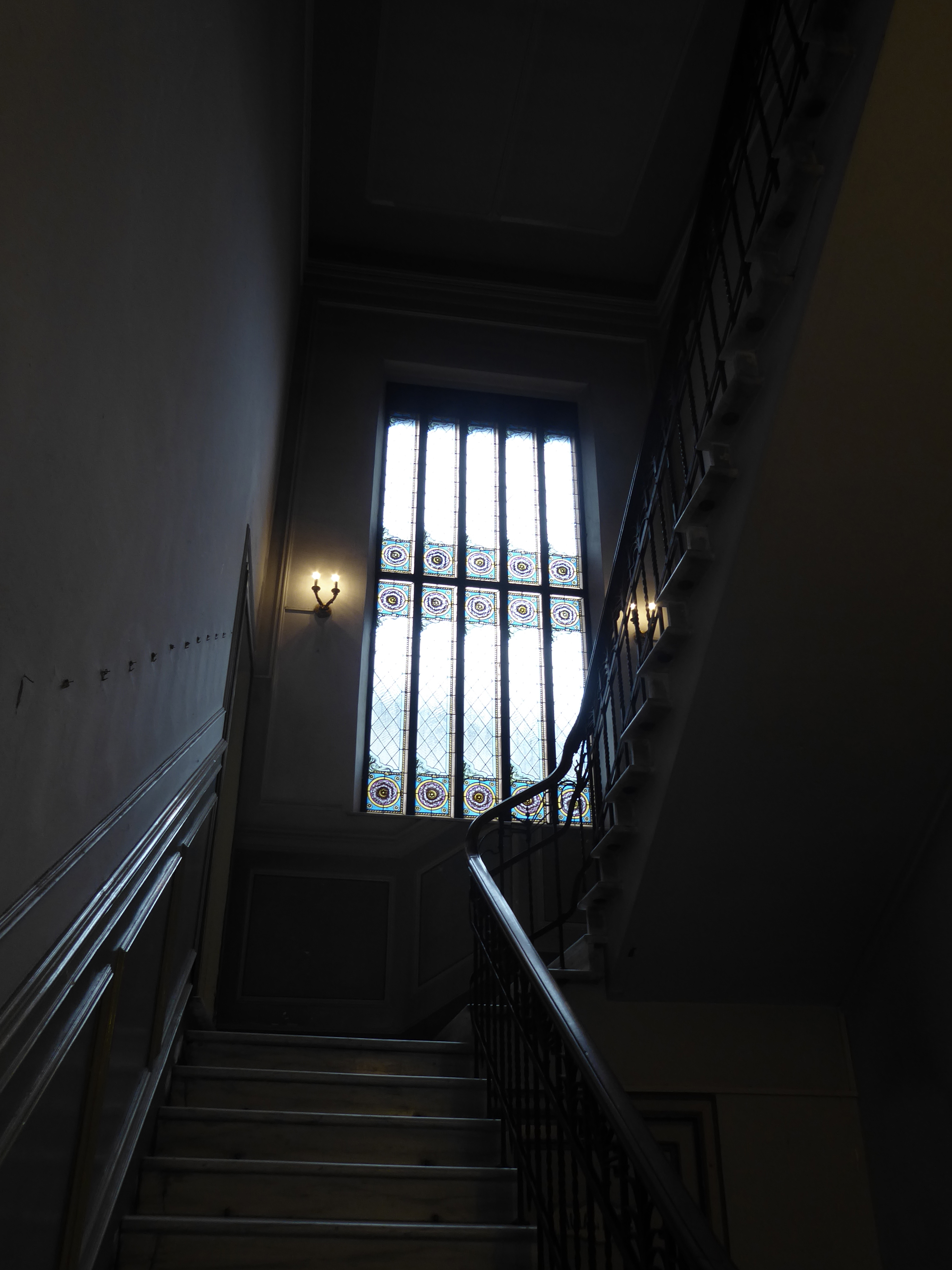
La scalinata interna

Per quanto riguarda l'interno, si nota che sulle pareti del corridoio e sui soffitti dei vari ambienti dei due piani si trovano stucchi a motivi geometrici e floreali combinati in configurazioni diverse da un ambiente all'altro. La scala è a due rampe con gradini in marmo e ringhiera in ferro battuto a disegni geometrici.

## Fortuna critica
Nelle rare occasioni di interesse da parte della storiografia, la villa viene registrata come una costruzione che "non si discosta dai modelli usuali dell'edilizia residenziale", ma di cui però vengono messe in evidenza le "inconsuete e raffinate decorazioni che corrono, a fascia continua, lungo tutte le pareti esterne".